# 1783 год в науке
В 1783 году были различные научные и технологические события, некоторые из которых представлены ниже.

## События
- 5 июня — Во Франции поднялся в воздух тепловой аэростат братьев Монгольфье.
- 11 октября — учреждена Российская академия, президентом академии назначена княгиня Екатерина Романовна Дашкова.
- 21 ноября — в Париже Пилатр де Розье и д’Арланд совершили 25-минутный полёт на тепловом воздушном шаре.
- 29 ноября — в русский алфавит введена буква «Ё».
- 1 декабря — в Париже Ж. Шарль и Робер совершили полёт на заполненном водородом воздушном шаре длительностью 2,5 часа и провели измерения давления и температуры воздуха на высоте 3400 метров.
- Извержение вулкана Лаки (Исландия), приведшее к гибели около 10 000 человек.
- Землетрясение в Калабрии, приведшее к гибели 30-60 тысяч человек.
- Гершель и Прево независимо определили апекс движения Солнца относительно звёзд.

## Родились
- 22 мая — Уильям Стёрджен, британский физик, электротехник и изобретатель, создал первые электромагниты и изобрёл первый английский работающий электродвигатель.
- 9 февраля — Жуковский Василий Андреевич, академик Петербургской Академии Наук (ум. 1852).
- 6 октября — Франсуа Мажанди, французский физиолог (ум. 1855).

## Скончались
- 18 сентября — Леонард Эйлер, выдающийся математик, внёсший значительный вклад также в развитие механики, физики, астрономии и прикладных наук (род. 1707).
- 22 октября — Фёдор Иванович Миллер, российский историограф немецкого происхождения, исследователь Сибири (род. 1705).
- 29 октября — Жан Лерон Д’Аламбер, французский философ, механик и математик (р. 1717).